# Parbatipur
Parbatipur (nep. पार्बतीपुर) – gaun wikas samiti w środkowej części Nepalu w strefie Narajani w dystrykcie Chitwan. Według nepalskiego spisu powszechnego z 2001 roku liczył on 1253 gospodarstw domowych i 5733 mieszkańców (3041 kobiet i 2692 mężczyzn).